# 아리크부카 칸

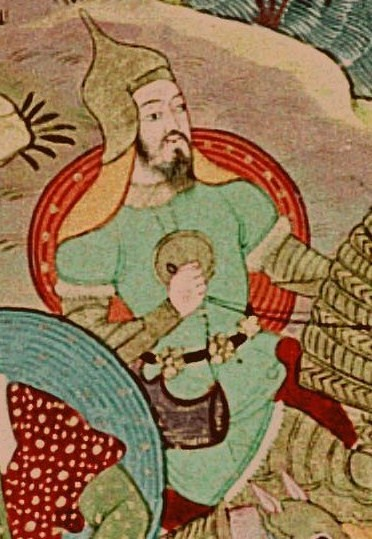
아리크부카(阿里不哥)

보르지긴 아리크부카(몽골어: ᠪᠣᠷᠵᠢᠭᠢᠨ
ᠠᠷᠢᠭᠪᠦᠬᠡ Borǰigin Ariq Böke, 키랄문자:Аригбөх, 한국 한자: 孛兒只斤 阿里不哥 패아지근 아리불가, 1219년 ~ 1266년) 혹은 아릭부케, 아리크포크(한국 한자: 孛兒只斤 阿里克布克 패아지근 아리극포극)는 몽골 제국의 황족으로 칭기즈 칸의 손자이자, 톨루이 칸과 소르칵타니의 말자이다. 1259년 ~ 1264년 쿠빌라이 칸과 몽골 제국의 칸의 지위를 다툰 인물이다. 아릭부카(阿里孛哥), 아릭보카(阿里布哥)로도 부른다. 페르시아어 사서에는 아리즈 보카(اريغ بوكا)로 나타난다. 그의 친 형제는 몽케, 쿠빌라이, 훌라구 등이 있었다.
1258년 몽케 칸이 남송 공략 시 카라코룸과 막북 고원의 방어를 맡겼다. 1259년 8월 몽케 칸이 남송 공략 도중 진중 사망하자 감국으로 섭정, 그해 11월 25일 쿠릴타이를 열고 칸으로 즉위했다. 쿠빌라이 칸은 이에 반발하여 이듬해 3월 3일 독자적으로 쿠릴타이를 열고 칸을 자처, 5년간 전쟁하였다. 몽골의 학자에 따라서는 그를 5대 대칸으로, 쿠빌라이를 6대 대칸으로 보기도 한다. 그러나 원나라와 쿠빌라이 정통론자들은 아리크부카를 반란자로 보는 시각도 있다.
지지세력 이탈과 기근으로 1264년 8월 쿠빌라이에게 항복하였으나 곧 감금당했고, 1266년 대도(大都)에서 의문의 독살을 당했다. 그는 몽골족 칸 중 그리스도교에 관대했던 칸 중의 한 사람이다. 아리복스(Aribox), 아리보거(Arigboge) 등으로도 불린다.

## 생애

### 생애 초반

#### 출생과 가계
1219년에 몽골 카라코룸에서 태어났으나, 정확한 생일은 기록이 없어 미상이다. 아리크부카는 칭기즈 칸의 넷째 아들이자, 1227년~1229년 몽골의 임시 대칸을 맡은 툴루이와 그의 정실 소르각타니 베키 소생 넷째 아들이자, 툴루이에게는 일곱째 아들이었다. 어머니 소르칵타니 베키는 케레이트족 토그릴 옹 칸의 동생 자하감보의 딸이다. 맏형은 몽케 칸이고, 둘째 형 홀도도는 일찍 요절했고, 셋째 형은 생모가 불분명하였으며, 동복 형제로는 쿠빌라이 칸과 훌라구가 있었다.
그의 이름은 아리크 부카 또는 아리복스(Aribox), 아리보거(Arigboge) 등으로도 표기된다. 프랑스의 로마 가톨릭 선교사 기욤 드 뤼브룩()의 동방 제국 여행기에는 그의 이름이 아랄부차(Arabuccha, 키릴 문자:Арабукха)로도 표기된다. 페르시아어 사료에서는 아리즈 보카(اريغ بوكا)로 나타난다. 원사, 원사연의를 비롯한 중국어 문헌 기록에는 아리부카(阿里不哥),  아리크포크(阿里克布克), 아릭부카(阿里孛哥), 아릭보카(阿里布哥) 등으로 등장한다. 그의 이름 아리크 부카는 몽골어로 가느다란 황소, 날렵한 황소를 뜻한다.
그가 태어날 무렵 아버지 툴루이 칸은 서진, 중국인, 몽골인으로 구성된 부대를 이끌고, 그의 할아버지 칭기즈 칸을 따라 호라즘 원정 중이었다. 아버지 툴루이는 1227년 8월 몽골 제국의 감국이 되었으나, 1229년 자신의 형 오고타이에게 칸의 지위를 양보했다.
어머니 소르칵타니 베키는 동방에 전래된 기독교의 일파 경교 네스토리우스 신자였다. 그는 몽골의 종교 텡그리즘과 샤머니즘을 숭배했지만, 후일 기독교에 대해 다소 우호적인 입장을 보였다. 일설에는 아리크부카가 기독교식 세례를 받았다는 설이 있다. 1232년 9월 혹은 10월 아버지 툴루이가 알콜중독 혹은 오고타이 칸 대신 희생제물로 바쳐저 죽자, 오고타이 칸는 쓰촨 성 주변의 영지를 툴루이 가문의 영지로 주었다.
아리크부카의 어린 시절과 소년기에 대한 기록은 나타나지 않는다. 그의  외모는 리시드 웃딘의 페르시아어 사서 집사에 묘사되어 후대에 전하게 되었다. 1229년 여름, 오고타이를 선출하는 쿠릴타이와, 오고타이의 사후 1246년 7월 구유크 칸을 선출하는 쿠릴타이에 아리크부카도 참여하였다. 오고타이의 아들이자 사촌 구유크 칸이 죽자, 1251년 툴루이 가문의 몽케 칸이 쿠릴타이를 통해 선출되었다.

#### 청년기
형 몽케 칸은 중국화된 동생 쿠빌라이를 내심 불신하였고, 몽골의 보수적 부족장들 또핫 쿠빌라이를 의심의 눈초리로 바라보았다. 아리크부카는 쿠빌라이의 한화(漢化) 정책에 반대하였다. 쿠빌라이의 중국문화 수용과 친중국 정책에 반대하는, 보수적 성향의 몽골 부족장들이 아리크부카 주위에 모였다. 아리크부카에게는 몽골고원 서부, 간수성 서북부, 신장위구르 자치주 동부, 나이만, 스루도스, 대대로 무당을 배출하는 콩고탄부 등이 울루스로 주어졌다.
그밖에 아리크부카의 영역은 자브항, 고비 알타이, 호브드와 오브스, 바양 을기, 아르항가이, 신장 위구르 자치구의 동부 지방,  시베리아의 중부 지방, 알타이산맥 일대, 쿨룬다 일대, 발하슈호, 바이칼호수 주변, 서 시베리아 평원 일대가 그의 영향력 하에 있었다.
1254년 5월 그는 몽골 제국을 방문한 프랑스의 루이 9세의 특사 프란시스코회 소속 수도사 뤼부룩의 기욤 일행을 접견했다. 아리크부카는 기독교에 다소 호의적인 태도를 보였다. 몽케 카안의 재임 중, 프랑스의 루이 9세의 특사인 프란시스코회 소속 수도사 뤼부룩의 기욤의 기록에 나타난다. 뤼부룩의 기욤에 의하면 그는 아리크부카는 십자가 표시를 하고 "우리는 우리의 메시아(예수)가 하나님이라는 것을 압니다"라고 말하는 것을 보았다고 기록했다.
1258년 2월 몽케 칸은 직접 남송 정벌군을 편성하여, 쿠빌라이를 대동하고 원정길에 올랐다. 몽케 칸은 동생 아리크부카에게 카라코룸과 막북 고원 일대의 지키게 하고, 장군 보로칸(孛魯歡), 아란타르(阿藍答兒) 등에게도 그를 돕게 하였다. 다른 형 훌라구는 페르시아 원정에 참여했다가, 여기에 눌러앉아 일 한국을 건설한다. 아리크부카는 막내아들이 고향을 지키는 책임을 맡는 몽골 전통에 따라 고향을 지켰기에 전쟁 경험은 부족했다.
그의 기록은 그가 쿠빌라이 카안과의 권력투쟁에서 패배하여 많이 사라지거나 정확하지 않으나, 로마 가톨릭 사제 기욤 드 루브룩의 여행 연대기 44권 , 톨루이 칸의 서사, 몽케 카안의 서사 등 일부 문헌에 기록이 등장한다.

### 칸위 계승 전쟁

#### 쿠릴타이와 즉위

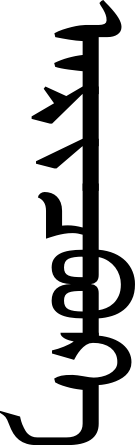

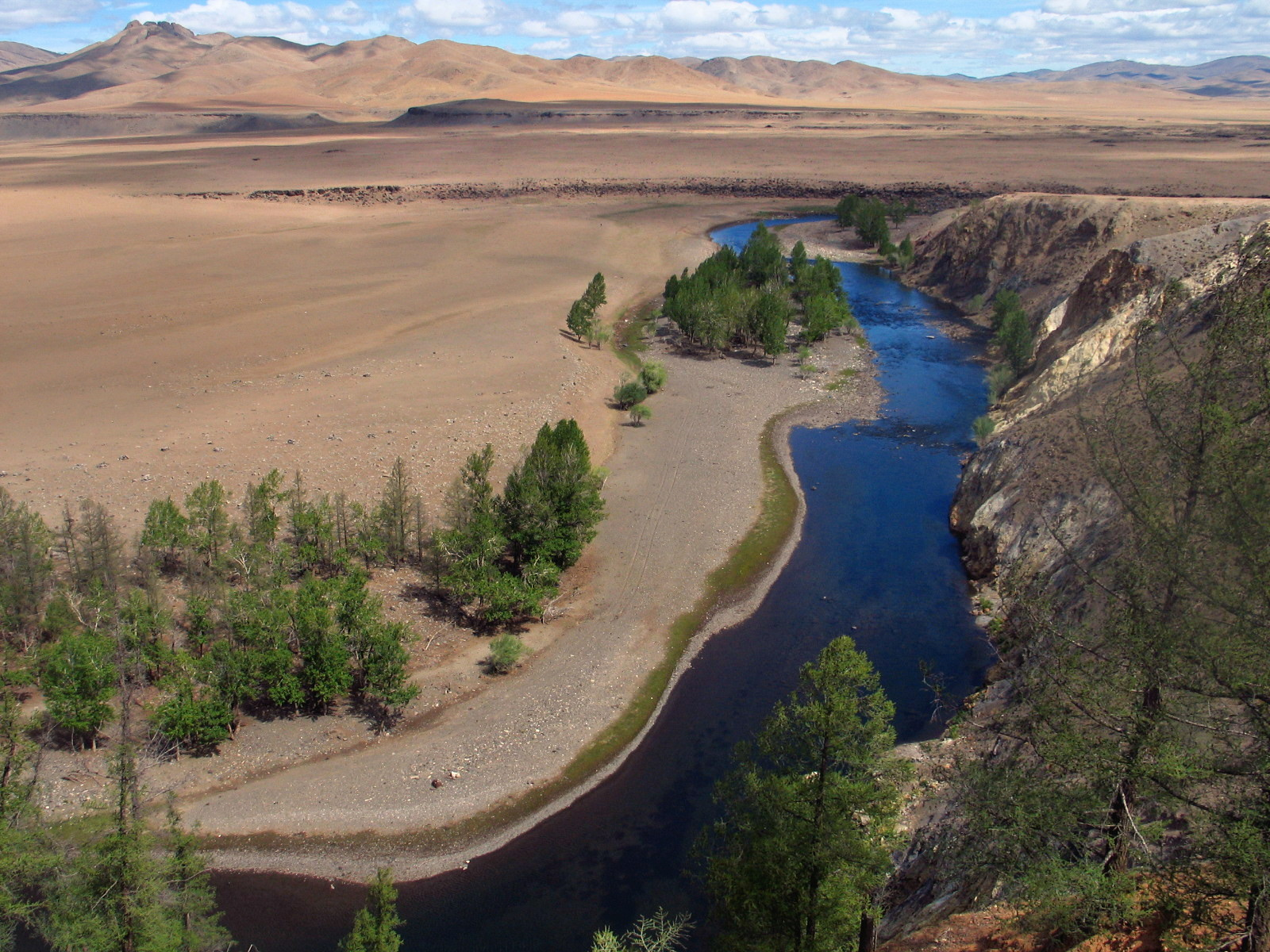
카라코룸을 흐르는 오르콘강

1259년 8월 몽골 울루스 제4대 대칸인 몽케가 남송 원정 중 쓰촨성에서 갑자기 병사하였다. 몽케 칸은 생전 후계자를 내정하지 못하고 죽었다. 몽골고원에 있던 수도 카라코룸을 수비하던 막냇동생 아리크 부케는 감국(監國) 자격으로 몽골 왕족과 부족장을 카라코룸으로 소집, 몽케파의 왕족, 차가타이 한국의 일부 귀족들을 모아 카라코룸 서쪽 오르콘강변에서 쿠릴타이를 20일간 열고, 서부의 차가타이 가문 등 여러 왕가의 지지를 얻어 대칸의 지위를 얻었다. 이때 몽케 칸의 아들들, 킵차크 한국의 베르케 칸, 차가타이 한국의 오르가나 카툰, 알루구 등이 참여하였다.
몽케 카안이 쓰촨 성 전투에서 전사한 뒤, 사망 소식은 비밀에 붙여졌으나 곧 남송 정벌 몽골군에 사망소식이 전달되고, 이는 누군가에 의해 카라코룸에도 도착했다.
원사 권4 세조본기에 의하면 1259년 11월 14일 선황 몽케 칸의 측근인 아란타르(阿藍答兒), 혼도하이(渾都海), 토쿠즈(脫火思), 토리치(脫里赤) 등이 모의하여 아리크부케를 칸으로 추대했다 한다. 바로 아란타르는 고비 사막 이북 막북 고원의 제부족 병력을, 토리치는 막남지역의 몽골 영역의 병력을 동원하였다. 혼도하이는 야율초재의 손자 야율희량(耶律希亮) 등 일부를 포섭하려 하였으나 실패했다. 1260년 3월 카라코람산맥의 서쪽 아르탄강에서 아리크부카는 스스로를 몽골 제국 대칸으로 정식 선포하였다. 몽케 칸의 아들 아수타이, 시리기, 몽케 칸의 옥새를 소지하고 있던 몽케 칸의 차남 우룩타시(玉龍答失) 역시 아리크부카를 지지하였다. 주치 가문의 베르케, 차가타이 가문의 알루구 등의 왕족들, 몽케 칸의 아들들이 아리크부카를 지지하였다. 아란타르는 즉시 섬서, 하남행성을 점령했다. 1260년 5월 12일부터 6월에 오르홍강변에서 쿠릴타이를 개최하고, 참석자의 만장일치로 카안으로 선언되었다.
이에 몽케와 함께 남송 원정 중이던 동생 쿠빌라이는 1259년 음력 윤 11월에 군대를 되돌려 내몽골에 들어서 동쪽 3왕가(칭기즈칸의 동생 가계)등의 지지를 얻은 다음, 이듬해 3월 24일 혹은 5월 6일에 자신의 본거지였던 내몽골의 개평부(開平府 : 훗날의 상도)에서 쿠릴타이를 열어 대칸의 지위에 앉았다. 이로써 몽골 제국은 사상 처음으로 몽골고원 남북에 두 명의 대칸이 들어서게 된다.
쓰촨 성의 몽케 칸 휘하에 있던 장수들 중 유태평(劉太平), 곽로회(霍魯懷), 미리훠저(密里火者) 등도 아리크부카를 지지하였다. 그러나 1260년 6월 쿠빌라이는 사람을 보내 유태평, 곽로회 등을 사살한다.

#### 즉위 초반

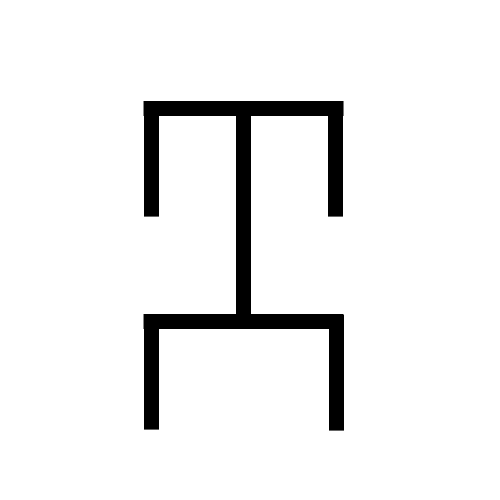
아리크부카의 탐가(인장)

1260년 5월 12일부터 6월까지 아리크부카는 다시 오논강 상류에서 쿠릴타이를 소집, 개최하고 다시 몽골의 정당한 대칸임을 선포했다. 라시드 알딘의 집사에 의하면 아릭부케가 먼저 스스로 대칸임을 선언했다 한다. 몽케 칸의 장례를 치르고, 제도(帝都) 카라코룸에서 즉위한 아리크 부케가 대칸으로서의 정통성은 확보한 셈이었으나, 군사력을 장악한 쿠빌라이 역시 아리크 부케를 배신자로 여기고 자신이야말로 정당한 대칸이라고 주장했다. 
5월 27일 아리크부카는 카라코룸에서 대칸임을 선포하였다. 초기의 아리크부카의 영향력은 아르항가이, 자브항강 주변부터 몽골고원 서부지역, 중국 감숙성, 칭하이 성 일대와 쓰촨 성북서부까지 그의 영향력 하에 있었다. 현재의 신장 위구르 자치구와 동부 카자흐스탄 지역이 영역이었던 오고타이 한국의 카이두 역시 아리크부카 지지를 선언하였다. 한편 프랑스의 루이 9세가 파견한 사절 기욤 드 뤼브룩을 접견하고, 그가 십자가를 제조하는 것을 관찰하기도 했다.
1260년 차가타이 칸국의 칸위 계승이 혼란해지자, 쿠빌라이 칸은 자신의 측근이며, 차가타이 칸의 아들 모에투칸의 손자이며, 부리의 아들인 아비슈카를 칸으로 승인했다. 그러나 아리크 부케는 군사를 시켜 아비슈카를 체포하여 죽이고, 자신을 지지하던 알루구를 지원, 대신 차가타이 칸국의 칸위에 올렸다. 알루구는 차가타이의 손자로 바이다르의 아들이다. 아릭 부케는 알루구를 차가타이 한국의 칸으로 승인하는 한편, 알루구에게 훌라구의 세력과 베르케 칸의 킵차크 칸국 세력과 대적하고, 물자와 군량을 모은 뒤 지역을 방어하도록 지시했다. 그러나 알루구는 아리크 부케를 버리고 보물을 지킬 목적으로 그가 보낸 사절을 죽였다.

#### 카이두의 협력, 차가타이 칸국 원정
오고타이 가문의 카이두는 아리크 부케에게 충성을 유지하였다. 아리크 부케는 알루구와 곧 갈등하였고, 아리크 부케는 곧 차가타이 칸국을 공격하였다. 첫 전투에서는 알루구가 승리했으나, 두번째 전투에서는 아리크 부케가 승리하고, 알루구 세력은 차가타이 한국 서부로 도망쳤다. 한편 카이두는 베르케와 교전하였으나 패배하였다. 아리크부카는 티베트로도 사자를 보내 티베트 불교측 인사와도 교섭했다. 티베트의 사서 홍사에 의하면 아리크부카는 티베트 불교 중 카르마파(派)와 관계를 맺었다 한다.
1260년 7월 10일 쿠빌라이가 휘하 장군들에게 아리크부카 토벌을 선언했다. 9월 2일 쿠빌라이는 아리크부카가 위명(違命)을 날조했다며 중외에 토벌 참여를 선언했다. 1260년 가을, 아리크부카는 군대를 이끌고 카라코룸 인근에 도착, 쿠빌라이에게 항복 의사를 전달했다. 쿠빌라이는 군사를 남쪽으로 후퇴시켰고, 아리크부카는 돌변하여 기습공격을 가했다가 패배, 병력을 이끌고 남쪽으로 내려갔다.

#### 쿠빌라이와 1차 교전
1260년 가을, 아릭부케는 아란타르와 각각 군대를 둘로 나누어 카이핑을 공격했다. 쿠빌라이는 카이핑 공격 소식을 듣고 두 갈래로 나뉜 대군을 파견했습니다. 두 갈래는 쿠빌라이와 카단이 이끌다. 처음에 카단과 아란타르의 군대는 몽골 대고비사막의 남쪽 끝에서 교전하던 중 아란타르는 패하고 전사했다. 아릭부케는 쿠빌라이가 이끄는 주력군을 몽골 고비사막의 남쪽 끝에서 교전했으나, 패배하여 후퇴했다. 
1260년 9월 쿠빌라이의 군대가 카라코룸으로 진격, 아리크부카와 쿠빌라이 군의 교전에서 쿠빌라이의 군사가 승리했다. 오논강과 툴 분지로 물러난 아리크부카는 다시 전열을 재정비한다. 1260년 겨울, 쿠빌라이의 부장 차가(車駕)가 카라코룸을 점령, 아리크부카를 지지한 아란타르와 혼도하이를 처형하였다. 이때 아리크부카 부대는 겸주(謙州)에 주둔중이었다. 1261년 가을 아리크부카 군대가 카라코룸에 도착했다. 아리크부카는 항복하겠다는 의사를 표시했고, 쿠빌라이의 군대는 퇴각했다. 그러나 아리크부카는 뜻을 바꾸어 교전을 개시한다.
1260년 말 카단 오굴은 위구르인 군사를 이끌고 그를 공격해왔다. 카단은 쿠빌라이 군대의 서부 지역을 담당했으며, 감숙성 북서부 고장(姑臧) 근처에서 아릭부케의 오른쪽 군대를 지휘하던 아란타르 장군과 쿤두카이 장군의 군사를 격파하고, 그들을 잡아 처형했다.
아리크부카를 지지했던 알루구는 오르가나 카툰의 영역을 침략, 약탈했고 자신의 이익을 중요시했다. 관료들은 아리크부카를 원망했고, 아리크 부카는 차가타이 한국의 알루구와 교전할 수 없어, 알루구와 오르가나 카툰 사이에 중재에 나서게 되었다. 아리크부카는 알루구와 오르가나 카툰 사이에 평화협정을 체결시키고 몽골고원으로 되돌아왔다. 후에 알루구는 오르가나의 아들 카라 훌레구를 후계자로 임명한다는 조건하에 알루구와 재혼하였다.
1261년 9월 아리크부카는 군사를 이끌고, 카라코룸 남쪽 사막에 주둔한, 예순게(移相哥 또는 亦孫哥)를 습격, 대패시켰다. 예순게는 주치 카사르의 아들로, 쿠빌라이를 지지하였다. 1261년 10월 1일 카라코룸 근처에서 쿠빌라이의 부장에게 패하였다. 1261년 11월 3일 아리크부카는 시무투(몽골어로 모기가 많은 땅이라는 뜻)에서 카단 오굴의 군대를 크게 격파하고 3천 병력을 베었다. 아리크부카의 장군 타차르(塔察兒})와 카피치(合必赤)는 시무투 북쪽 50리까지 카단의 잔존 군대를 추격, 대파시켰다. 11월 12일 아리크부카는 알루쿠(阿兒忒)에서 카단에게 패하고 휘하 장수 아수(阿速)가 카단에게 투항했다. 아리크부카는 카라코룸 서쪽으로 피신했다.
신원사에는 알루쿠가 카단에게 투항했다 하고, 원사 4권에는 쿠빌라이가 직접 군대를 이끌고 아리크부카를 공격했다 한다.

#### 쿠빌라이와 재 교전, 알루구의 배신
1261년 11월 쿠빌라이와 아리크 부케의 양군은 여러 차례 격돌하였으나 승패가 나지 않았다. 그러나 시간이 지날수록 군사력과 화북의 물자를 장악한 쿠빌라이에게 전세가 유리해지기 시작했다. 1261년 말 카이펑 북쪽 시무토노르 호수에서 벌어진 시무토노르 전투에서는 쿠빌라이가 승리했으나, 아리크 부케는 북서쪽 몽골의 오이라트부족의 지원을 얻어 저항을 계속했다. 바로 그는 차가타이 한국의 알루구에게 도움을 요청했으나 거절당했고, 아리크 부카는 다시 카라코룸을 출발해 알타이산맥을 넘어 차가타이 한국을 공격했다. 일리강 전투에서 알루구 군대를 물리치고, 알루구는 서쪽으로 도주, 코탄, 카슈가르 서쪽 등지로 도망쳤다.

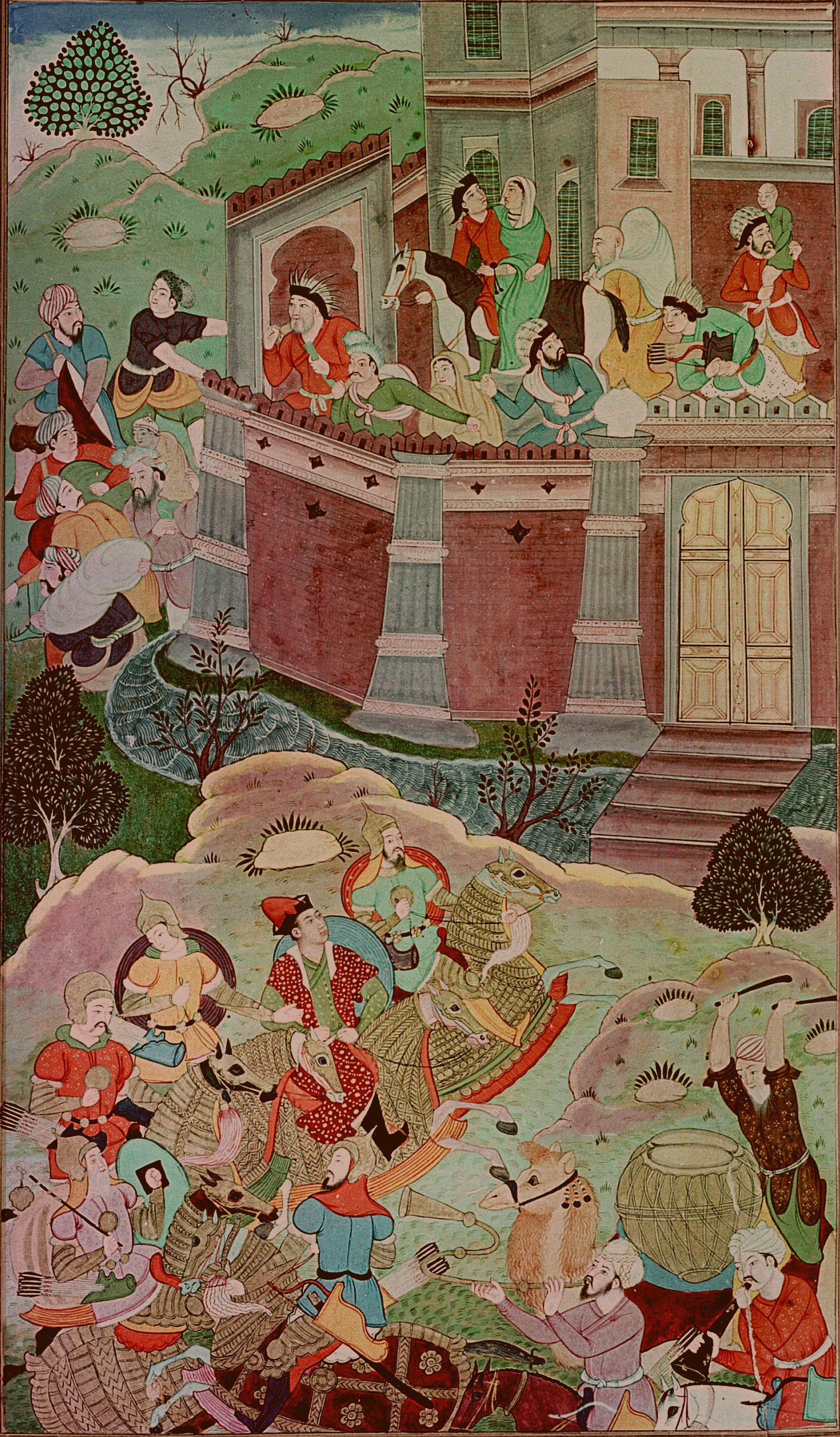
알루구를 공격하는 아리크부카의 군대
1596년 무굴 제국 화가 미스킨 작(라시드 웃딘의 집사 힌두어번역본 삽화)

그러나 아리크 부카 군대가 점령한 곳은 대초원이고, 곡물과 무기 공급원이 없었다. 알루구의 잔류 군대는 아리크부카 군대가 신장의 비옥한 남부 지역으로의 접근을 차단했다. 일리강까지 가는 길에 전쟁과 피로에 지친 아리크 부카의 군대는 도중에 지원을 요청했지만, 지역 주민들의 전폭적인 지지를 얻지는 못했다. 아리크부카의 군대는 약탈을 감행하였다. 아리크 부카는 알타이를 건너 알루구와 수차례 싸웠으나 성과가 없었다.
1261년 쿠빌라이를 지지하던 카단은 위구르와 탕구트에서 아리크부카 추종자들을 궤멸시켰다. 아리크부카는 카단 군대의 공격을 두 번 받고, 카라코룸에서 일시 퇴각하기도 했다.
1261년 초겨울, 아리크 부카는 군대를 이끌고 카이핑 방향으로 진군하였다. 쿠빌라이는 아리크 부카의 공격 소식을 듣고 남송과의 교전을 일시 중단하였다. 1261년 겨울, 아리크 부케 측은 몽골 고비 사막의 경계에서 쿠빌라이 칸과 교전하였으나, 기근과 식량 부족으로 패배하고 서쪽으로 퇴각, 알타이산맥 너머로 후퇴하였다. 아리크 부카는 차가타이 한국에 사자를 보내 도움을 요청, 군수물자를 조달하려고 하였으나 거절당했다. 분개한 아리크 부카는 알루구의 휘하인 차가타이 한국 변방의 장수와 병사들을 공격, 몰살시켰다.

#### 지지세력 이탈과 기근
1262년 아리크부케를 비밀리에 지원하던 훌라구 칸의 아들 줌쿠루는 병 치료를 핑계로 후퇴, 사마르칸트로 퇴각했다가 일 한국으로 되돌아갔다. 그해 아리크부카의 군대는 화레즘과 아프가니스탄을 공격, 점령했다. 쿠빌라이 카안은 아리크부카 부대의 보급로를 파악, 공격하여 군량 조달을 차단했다.
1262년부터 아리크부케는 알말리크에 주둔하며 다시 차가타이 한국의 알루구 칸과 전쟁하다가, 1263년 이슬람 출신으로 오고타이와 귀유크 칸 당시 투르키스탄 지역 다루가치로 있던 마수우드베이(馬思忽惕別乞占)를 강화사절로 알루구칸에게 파견했다. 마수우드베이는 그길로 차가타이 한국에 귀순하였다. 알루구는 아리크부카가 보낸 다른 사절을 살해하였다. 1263년 겨울 이리 계곡 일대에 주둔중이던 아리크 부카의 군사들은 기근과 굶주림에 시달렸고, 사상자가 발생했다.

### 항복과 최후

#### 최종 패배와 투항
1264년 1월 쿠빌라이 칸은 사자를 보내 아리크부카에게 항복을 종용했으나 거절했다. 1263년 봄 알루구와의 싸움 도중 병사들의 이탈로, 아리크부카는 알루구와의 교전을 중단하고 되돌아왔다. 1264년 봄, 알말리크에 주둔 중이던 아리크부카의 군대는 엄청난 기근과 굶주림에 시달렸고, 군대는 동요하였다. 아리크 부케 산하의 제후들이 하나 둘씩 떨어져 나가고, 오고타이의 아들 카단은 쿠빌라이의 편에 섰으며, 차가타이 가문마저 아리크 부케에 대한 지원을 끊자, 1264년 7월 29일 아리크 부케는 결국 시무투 전투에서의 참패를 계기로 쿠빌라이에게 항복했다.
1264년 7월 29일 시무투(昔木土, 失木鲁, 失木里秃, 失亩里秃, 失木秃, 失门秃 몽골어로 모기가 많은 땅이라는 뜻)에서 쿠빌라이가 보낸 군사와 교전, 그러나 시무투 전투에서 아리크부카는 쿠빌라이 군대에 참패하였다.
아리크부카는 투항을 결정하고, 끝까지 자신을 따르던 우룽타시, 아수타이, 시리기 등과 함께 상도로 갔다. 원사에 의하면 아리크부카가 상도로 가 스스로 투항했다 한다. 1264년 8월 21일 상도에 도착하여 쿠빌라이를 만났다. 이 일련의 전란을 승리자 쿠빌라이를 정통으로 보는 입장에서는 아리크 부케의 난이라고 불렀다. 쿠빌라이는 아리크부카 휘하의 장군 10명을 처형하고, 아리크부카의 지지자들도 처형, 유배보냈다.
송사 기사본말 99권에 의하면 부루카(不魯花) 등 아리크부카의 모신(謀臣, 책사)들도 쿠빌라이에게 복주당했다 한다.

#### 감금과 최후
아리크부카의 처리를 홀로 하기 부담스러워한 쿠빌라이 칸은 아리크부카의 처리를 정하기 위한 쿠릴타이를 소집하였다. 몽골 대신들은 아리크 부케와 아수타이(阿速帶)의 사형을 면해줄 것을 건의했다. 훌라구, 바라크, 알루구 등은 아리크 부케의 사형을 상주하였다. 베르케는 훌라구와 전쟁을 하느라 참여하지 못했다. 그러나 아리크 부케가 항복하자 쿠빌라이 칸은 아리크 부케의 목숨은 살려주는 대신 금고에 처했고, 아리크부케를 지지하던 왕족, 귀족들은 색출하여 참살하였다. 몽케 칸의 아들들을 제외한 몽골의 왕공족들 역시 아리크부카를 지지한다는 이유로 처형당했다.
아리크부카가 감금당한 곳은 알려진 것이 없다. 일설에는 외지로 추방당했다는 설이 있다. 이후 그는 우울증을 앓게 되었다. 쿠빌라이 카안은 그의 목숨을 살려주었지만 그에게 1년간 은밀하게 형벌을 가했다. 1266년 가을, 아리크부카는 갑자기 중병에 걸려 대도(大都)에서 의문스럽게 사망했는데, 일설에는 쿠빌라이에 의한 독살로 추정된다. 정확한 사망일자와 정확한 사망 장소는 미상이다.
라시드 웃딘에 의하면 아리 부케가 쿠빌라이 와 1개월 6일 동안 같이 있다가 사망했다고 했으나, 웃딘은 다른 기록에서 그는 쿠빌라이가 훌라구의 항의를 받은 뒤 1년 동안 아릭 부케를 접견하지 않았다는, 서로 모순된 기록을 남겼다. 그는 또 다른 곳에서 범의 해 인 1266년 가을 아릭 부케가 병으로 사망 했다고 하기도 했다. 바사프는 쿠빌라이가 아릭 부케의 사죄를 받아들여 그를 용서해 주었지만, 그를 부인 한 명과 시종 몇 명과 함께 지방으로 보내 버렸다고 하여, 이견의 소지가 있다. 일설에는 독이 든 음식을 먹고 죽었다는 설, 음식을 먹다가 질식해서 죽었다는 설도 있다.

### 사후
항복한 지 수 개월 뒤에 불가사의하게 사망하여, 이는 그가 비밀리에 독살되었다는 소문으로 이어졌1다.
그의 시신은 셀렝가강 근처 부라 운두르(Bura Undur)에 매장되었으나, 정확한 매장지는 알려지지 않았다. 그의 후손들은 1266년 그의 사망 직후, 쿠빌라이 칸에 의해 소환되어 몽골 북서부의 일부 지역을 영지로 받았다. 아리크부카의 영지인 알타이산맥 동부 지방, 몽골고원 서부, 감숙성 서북부, 신장위구르 자치주 동부, 나이만, 스루도스, 대대로 무당을 배출하는 콩고탄부 등은 차남 메리크 테무르에게 이어졌다. 그의 사후에도 몽골고원 서부와 서부 시베리아, 바이칼호수 주변, 신장 위구르 자치구의 일부 지역은 그의 자손들의 영향력 하에 있었다.
오고타이 칸의 손자이며 오고타이 한국의 군주 카이두가 아리크부카 계승을 선언, 일부 동몽골의 부족장들과 투르크족 족장들의 지지를 얻어 쿠빌라이 칸과 전쟁을 벌였다. 둘째아들 메리크 테무르는 카이두의 진영에 섰다가 1306년 원나라에 투항했다. 1307년 원 성종 사후 안서왕 아난다를 추대했다가 카이산에 의해 처형되고, 메리크의 아들 밍간은 손자 아르파 케운을 데리고 일 한국으로 이주했다.
다른 아들 요쿠부르는 시리기의 난을 계기로 카이두의 편에 섰다가, 1296년 원 성종 테무르 울제이투 카안에게 투항했다. 요쿠부르는 1299년 영정왕(永定王)에 봉해지고 은인(銀印)을 받았으며 1306년(대덕 9년)에는 위정왕(威定王)으로 개봉되고 금인(金印)을 하사받았다가 1308년(지대 원년) 정왕(定王)에 추가로 병봉되었다. 중국에 남아 있던 아들 요쿠부르의 자손들은 정왕직을 세습했다.
아리크부카를 지지했다가 함께 투항한 몽케 칸의 아들 중 우룽타시는 일찍 죽고, 시리기는 1277년 쿠빌라이 칸의 아들 노무간, 코코추의 카이두 정벌에 출정했다가 노무간, 코코추를 카이두에게 넘기고 카이두의 편에 서게 된다.
쿠빌라이 카안을 정통으로 보는 입장에서는 그를 반란자로 봤고, 그를 정통으로 보는 시각에서는 쿠빌라이 카안이 불법으로 쿠데타를 일으켜 카안위를 찬탈한 것으로 간주된다. 우구데이 카안의 손자 카이두는 그의 후계자를 자처하고 쿠빌라이 카안을 상대로 저항을 계속 진행하였다.

## 가족 관계
원사, 신원사에는 아들이 4명이라 한다. 라시드 웃딘에 의하면 그가 살아있을 당시, 아리크 부카는 5명의 아들과 16명의 손자가 있었다 한다.
- 아버지: 툴루이(拖雷)
- 어머니: 소르칵타니(唆魯合貼尼)
  - 형: 몽케(夢哥)
  - 형: 쿠빌라이(忽必烈)
  - 형: 훌라구(旭烈兀)
- 부인: 알리카미시(엘치크미시) 카툰 - 오이라트족 토를로시(脱劣勒赤)와, 칭기즈 칸의 다섯째 딸 체체겐의 딸
  - 아들: 요부쿠르(藥木忽兒 Юбугур) 또는 야부간(Явган)
  - 아들: 멜릭 테무르(明里帖木兒)
  - 며느리: 에메겐 테무르 - 오이라트족 토를로시와 칭기즈칸의 다섯째 딸 체체겐의 아들 바르스부카의 딸
  - 아들: 쿠툭투(Хутуг)
  - 아들: 타마치(Тамачи)
- 부인 : 니라우구이 카툰, 바룰라스 지역 출신의 첩
  - 아들: 나이라쿠부카(乃剌忽不花)
  - 아들: 라간시간(拉幹失幹) 또는 랄감실감(剌甘失甘)
- 부인: 쿠툴루 카툰
- 부인: 쿠투쿠카 카툰, 나이만족 출신
  - 아들: 카르쿠간
  - 딸: 네구데르 아히
  - 딸: 노모간 아히
  - 사위: 츄판 - 오이라트족 토를로시(脱劣勒赤)와 칭기즈칸의 다섯째 딸 체체겐의 손자, 부카 테무르의 아들
- 부인: 에시타이 카툰, 콩기라트부 타무치의 딸, 아들 요부쿠르가 수계
- 첩 : 이라구 구이
- 생모미상
  - 딸: 노무곤, 오이라트부 차파르와 혼인

### 족보
|  |                                   |  |  |  |  |  |  |  |  |  |  |  |  |  |  |  |
|  | 16. 보르지긴 바르탄 바가투르      |  |  |  |  |  |  |  |  |  |  |  |  |  |  |  |
|  |                                   |  |  |  |  |  |  |  |  |  |  |  |  |  |  |  |
|  |                                   |  |  |  |  |  |  |  |  |  |  |  |  |  |  |  |
|  | 8. 보르지긴 예수게이 바가투르     |  |  |  |  |  |  |  |  |  |  |  |  |  |  |  |
|  |                                   |  |  |  |  |  |  |  |  |  |  |  |  |  |  |  |
|  |                                   |  |  |  |  |  |  |  |  |  |  |  |  |  |  |  |
|  | 17. 바가르 수니굴 우진            |  |  |  |  |  |  |  |  |  |  |  |  |  |  |  |
|  |                                   |  |  |  |  |  |  |  |  |  |  |  |  |  |  |  |
|  |                                   |  |  |  |  |  |  |  |  |  |  |  |  |  |  |  |
|  | 4. 보르지긴 테무친 칭기즈 카간    |  |  |  |  |  |  |  |  |  |  |  |  |  |  |  |
|  |                                   |  |  |  |  |  |  |  |  |  |  |  |  |  |  |  |
|  |                                   |  |  |  |  |  |  |  |  |  |  |  |  |  |  |  |
|  | 9. 올코노드 호엘룬                |  |  |  |  |  |  |  |  |  |  |  |  |  |  |  |
|  |                                   |  |  |  |  |  |  |  |  |  |  |  |  |  |  |  |
|  |                                   |  |  |  |  |  |  |  |  |  |  |  |  |  |  |  |
|  | 2. 보르지긴 툴루이 감국           |  |  |  |  |  |  |  |  |  |  |  |  |  |  |  |
|  |                                   |  |  |  |  |  |  |  |  |  |  |  |  |  |  |  |
|  |                                   |  |  |  |  |  |  |  |  |  |  |  |  |  |  |  |
|  | 10. 온기라트 데이세첸             |  |  |  |  |  |  |  |  |  |  |  |  |  |  |  |
|  |                                   |  |  |  |  |  |  |  |  |  |  |  |  |  |  |  |
|  |                                   |  |  |  |  |  |  |  |  |  |  |  |  |  |  |  |
|  | 5. 온기라트 보르테 우진 카툰      |  |  |  |  |  |  |  |  |  |  |  |  |  |  |  |
|  |                                   |  |  |  |  |  |  |  |  |  |  |  |  |  |  |  |
|  |                                   |  |  |  |  |  |  |  |  |  |  |  |  |  |  |  |
|  | 11. 초탄                          |  |  |  |  |  |  |  |  |  |  |  |  |  |  |  |
|  |                                   |  |  |  |  |  |  |  |  |  |  |  |  |  |  |  |
|  |                                   |  |  |  |  |  |  |  |  |  |  |  |  |  |  |  |
|  | 1. 보르지긴 아리크부카 카간       |  |  |  |  |  |  |  |  |  |  |  |  |  |  |  |
|  |                                   |  |  |  |  |  |  |  |  |  |  |  |  |  |  |  |
|  |                                   |  |  |  |  |  |  |  |  |  |  |  |  |  |  |  |
|  | 24. 케레이트 마르쿠즈 칸          |  |  |  |  |  |  |  |  |  |  |  |  |  |  |  |
|  |                                   |  |  |  |  |  |  |  |  |  |  |  |  |  |  |  |
|  |                                   |  |  |  |  |  |  |  |  |  |  |  |  |  |  |  |
|  | 12. 케레이트 쿠르자쿠스 아이샨 칸 |  |  |  |  |  |  |  |  |  |  |  |  |  |  |  |
|  |                                   |  |  |  |  |  |  |  |  |  |  |  |  |  |  |  |
|  |                                   |  |  |  |  |  |  |  |  |  |  |  |  |  |  |  |
|  | 6. 자하감보                       |  |  |  |  |  |  |  |  |  |  |  |  |  |  |  |
|  |                                   |  |  |  |  |  |  |  |  |  |  |  |  |  |  |  |
|  |                                   |  |  |  |  |  |  |  |  |  |  |  |  |  |  |  |
|  | 3. 케레이트 소르칵타니 베키       |  |  |  |  |  |  |  |  |  |  |  |  |  |  |  |
|  |                                   |  |  |  |  |  |  |  |  |  |  |  |  |  |  |  |
|  |                                   |  |  |  |  |  |  |  |  |  |  |  |  |  |  |  |
|  | 7. 바사이                         |  |  |  |  |  |  |  |  |  |  |  |  |  |  |  |
|  |                                   |  |  |  |  |  |  |  |  |  |  |  |  |  |  |  |
|  |                                   |  |  |  |  |  |  |  |  |  |  |  |  |  |  |  |

## 기년
| 아리크부카 칸       | 원년       | 2년        | 3년        | 4년        | 5년        | 6년        |
| ------------------- | ---------- | ---------- | ---------- | ---------- | ---------- | ---------- |
| 서력 (西曆)         | 1259년     | 1260년     | 1261년     | 1262년     | 1263년     | 1264년     |
| 육십간지 (六十干支) | 기미(己未) | 경신(庚申) | 신유(庚辰) | 임술(辛巳) | 계해(壬午) | 갑자(甲子) |

## 같이 보기
- 툴루이 남북 전쟁
- 카이두
- 차가타이 한국

| 전임 원 헌종 몽케 | 몽골 제국의 감국(섭정) 1259년 8월 11일 ~ 1259년11월 14일 | 후임 아리크부카 쿠빌라이 칸 |

| 전임 아리크부카 (감국) | 몽골 제국의 대립 대칸 (쿠빌라이와 분쟁 : 1260년 5월 5일 ~ 1266년 8월 22일) 1259년11월 14일/1260년 3월 ~ 1264년 8월 22일 | 후임 쿠빌라이 카안 카이두 (대립 카안) |